# Amauromyza morionella
Amauromyza morionella är en tvåvingeart som beskrevs av Zetterstedt 1848. Amauromyza morionella ingår i släktet Amauromyza och familjen minerarflugor.
Artens utbredningsområde är Sverige. Arten är reproducerande i Sverige. Inga underarter finns listade i Catalogue of Life.